# Палилула
Вижте пояснителната страница за други значения на Палилула.
Палѝлула е село в Северозападна България. То се намира в община Бойчиновци, област Монтана.

## География
Покрай селото минава жп линията Видин-София. Разстоянието от Палилула до София е 84 километра. Площта на село Палилула е 3,891 кв.км. Край него минава река Ботуня.
Селото се намира на 100 – 199 метра над морското равнище. Валежите понякога са обилни заради близостта на Стара планина.

## Легенда
Легендата разказва, че по времето на османската власт един бей минавал по пътя и на влизане в селото решил да запали лулата си. Но докато успее да я разпали напълно, вече бил стигнал до края на селото. Беят възкликнал: „Какво малко село – колкото една пали лула!“ И така останало това интересно име – Палилула.